# Stazione di San Giuliano del Sannio
Stazione di San Giuliano del Sannio vasútállomás Olaszországban, Molise régióban, San Giuliano del Sannio településen.

## Vasútvonalak
Az állomást az alábbi vasútvonalak érintik:
- Bosco Redole–Benevento-vasútvonal

## Kapcsolódó állomások
A vasútállomáshoz az alábbi állomások vannak a legközelebb: 
- Stazione di Bosco Redole
- Stazione di Sepino